# Roche-d'Agoux
Roche-d'Agoux è un comune francese di 93 abitanti situato nel dipartimento del Puy-de-Dôme nella regione dell'Alvernia-Rodano-Alpi.

## Società

### Evoluzione demografica
Abitanti censiti